# التهاب الغدد العرقية القيحي
التهاب الغدد العرقية القيحي (بالإنجليزية: Hidradenitis suppurativa)‏ حالة من حالات من العد الشديدة (عد جدري)،
وهو مرض جلدي مزمن يصيب واحدة من الغدد العرقية. يحدث في منطقة أو عدة مناطق من الجِسم.مثل الإبط،الإرب، المنطقة الشرجية. ووتتميز الأعراض بالتالي: رؤوس سوداء ونتوءات حمراء مؤلمة (خراج)، تندب. سبب حدوث التهاب الغدد العرقية القيحي غير معروف حاليا. ولكن يعتقد أن المرض يحدث بسبب انسداد المسام، حيث قد لا تكون المفرزات قادرة على الخروج عبر الجِلد.

## وصلات خارجية
- The Hidradenitis Suppurativa Trust The HS Trust is a UK registered charity
- Medline: What is Hidradenitis Suppurativa?
- The Doctor's Doctor
- Hidradenitis Suppurativa (2004) Prof J. Revuz
- Hidradenitis Suppurativa Links
- Hidradenitis Suppurativa Foundation  A Foundation site for sufferers of Hidradenitis Suppurativa
- HS-USA  HS-USA is a nonprofit public 501c3 charity incorporated in the State of Michigan, USA.